# Boomkruiper
De gewone boomkruiper of kortweg boomkruiper (Certhia brachydactyla) is een zangvogel uit de familie van de echte boomkruipers (Certhiidae).

## Kenmerken
De gewone boomkruiper lijkt zozeer op zijn familielid, de taigaboomkruiper (ook wel kortsnavelboomkruiper), dat het uiterlijk van beide soorten moeilijk van elkaar te onderscheiden is. Het vogeltje kan een grootte van twaalf centimeter bereiken en weegt dan ongeveer elf gram. De naar beneden gekromde, spitse snavel is ongeveer twaalf millimeter lang. De onderkant van de vogel is wit; de bovenkant heeft de kleur van boombast en het streepje boven zijn ogen is wit. Het mannetje en het vrouwtje hebben dezelfde kleur. De relatief lange staart wordt gebruikt om zich af te zetten en om te sturen bij het vliegen. De roep van het vogeltje klinkt ongeveer als: "tihtih".

## Verspreiding en leefgebied
De levensruimte van de vogel strekt zich uit over de gematigde zones van Midden- en Zuid-Europa en een stukje Noord-Afrika en Turkije. Het zwaartepunt ligt echter in continentaal Europa (zie kaartje), daarin verschilt hij sterk van de taigaboomkruiper die door heel Azië voorkomt. Een ander verschil met de taigaboomkruiper is zijn voorkeur voor loofbossen op lagere hoogten, parken en tuinen met veel vruchtbomen. De boomkruiper kan het hele jaar door in Nederland en België aangetroffen worden. In de bossen van Zuid-Limburg (Nederland) en in de Ardennen kunnen naast de gewone boomkruipers ook broedende kortsnavelboomkruipers worden aangetroffen.
De soort telt zes ondersoorten:
- C. b. megarhynchos: westelijk Europa.
- C. b. brachydactyla: zuidelijk Europa.
- C. b. mauritanica: noordwestelijk Afrika.
- C. b. dorotheae: zuidelijk Griekenland, Kreta en Cyprus.
- C. b. rossocaucasica: de noordwestelijke Kaukasus.

## Voedingsgewoonte
De boomkruiper klimt met kleine sprongetjes in een spiraalvormige bewegingslijn langs boomstammen omhoog en zoekt daarbij met zijn daarvoor zeer geschikte snavel in de boombast naar insecten en spinnen.

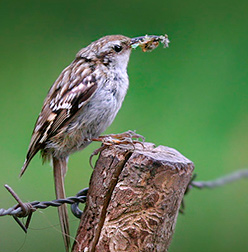
Boomkruiper

## Voortplanting
Op eenjarige leeftijd is het dier geslachtsrijp. De broedtijd is van maart tot juli. Het nest wordt gebouwd van takjes, grashalmen, mos, haren en veertjes in een boomspleet, achter boombast of een ondiepe holte in een bouwwerk. Het vrouwtje legt vijf tot zeven witte, rood gespikkelde eieren, die in twee weken uitgebroed worden. Het mannetje helpt met het voeden. De jongen verlaten na twee weken het nest.